# دافيد روتشا
دافيد روتشا (بالإسبانية: David Mateos Rocha)‏ (7 فبراير 1985 بقصرش في إسبانيا - ) هو لاعب كرة قدم إسباني في مركز الوسط. لعب مع خيمناستيك طركونة ونادي ألباسيتي ونادي كارتاخينا وهيوستن دينامو ونادي فياريال ب ونادي كاسيرينو.

## وصلات خارجية
- دافيد روتشا على موقع قاعدة بيانات كرة القدم.إي يو (الإنجليزية)
- دافيد روتشا على موقع Soccerway.com (الإنجليزية)
- دافيد روتشا على موقع AS.com (الإسبانية)